# Agna
Agna là một đô thị ở tỉnh Padova, vùng Veneto vùng bắc Italia.